# Hemiercus kastoni
Hemiercus kastoni är en spindelart som beskrevs av Lodovico di Caporiacco 1955. Hemiercus kastoni ingår i släktet Hemiercus och familjen fågelspindlar.
Artens utbredningsområde är Venezuela. Inga underarter finns listade i Catalogue of Life.